# Les Repôts
Les Repôts é uma comuna francesa na região administrativa de Borgonha-Franco-Condado, no departamento de Jura. Estende-se por uma área de 4,02 km². Em 2010 a comuna tinha 51 habitantes (densidade: 12,7 hab./km²).